# Manjurka, Holovanivsk
Manjurka (în ucraineană Манжурка) este un sat în comuna Krasnohirka din raionul Holovanivsk, regiunea Kirovohrad, Ucraina.

## Demografie
Componența lingvistică a localității Manjurka
     Ucraineană (85,29%)
     Rusă (8,82%)
     Română (5,88%)
Conform recensământului din 2001, majoritatea populației localității Manjurka era vorbitoare de ucraineană (85,29%), existând în minoritate și vorbitori de rusă (8,82%) și română (5,88%).